# 宝蔵寺 (常滑市)
宝蔵寺（ほうぞうじ）は、愛知県常滑市大野町3丁目30にある真言宗智山派の寺院。
山号は龍王山。本尊は春日定朝作の千手観世音菩薩。弘仁年間（810年 - 824年）創建。知多四国霊場第68番札所。伊勢湾に面する大野海水浴場の近くに位置する。本寺は「火伏せ観音さん」として親しまれ、火防の利益があるとされる。

## 歴史

### 金蓮寺
弘仁年間（810年 - 824年）、弘法大師が宮山に12坊を有する金蓮寺を開創したとされる。後の宝蔵寺は金蓮寺の1坊であった。
金蓮寺は一色氏や佐治氏の祈願寺として発展していたが、天正12年（1584年）には羽柴秀吉と対立した佐治氏が大野城を追放され、これに合わせて金蓮寺が廃寺となった。

### 宝蔵寺
本尊である千手観音菩薩が現在地に移され、宝蔵寺として再興された。寛永11年（1634年）には本堂が建立された。
文政7年（1824年）には知多四国霊場の第68番札所となった。知多四国霊場では宝蔵寺を含めて6の寺院が真言宗智山派である。

## 境内

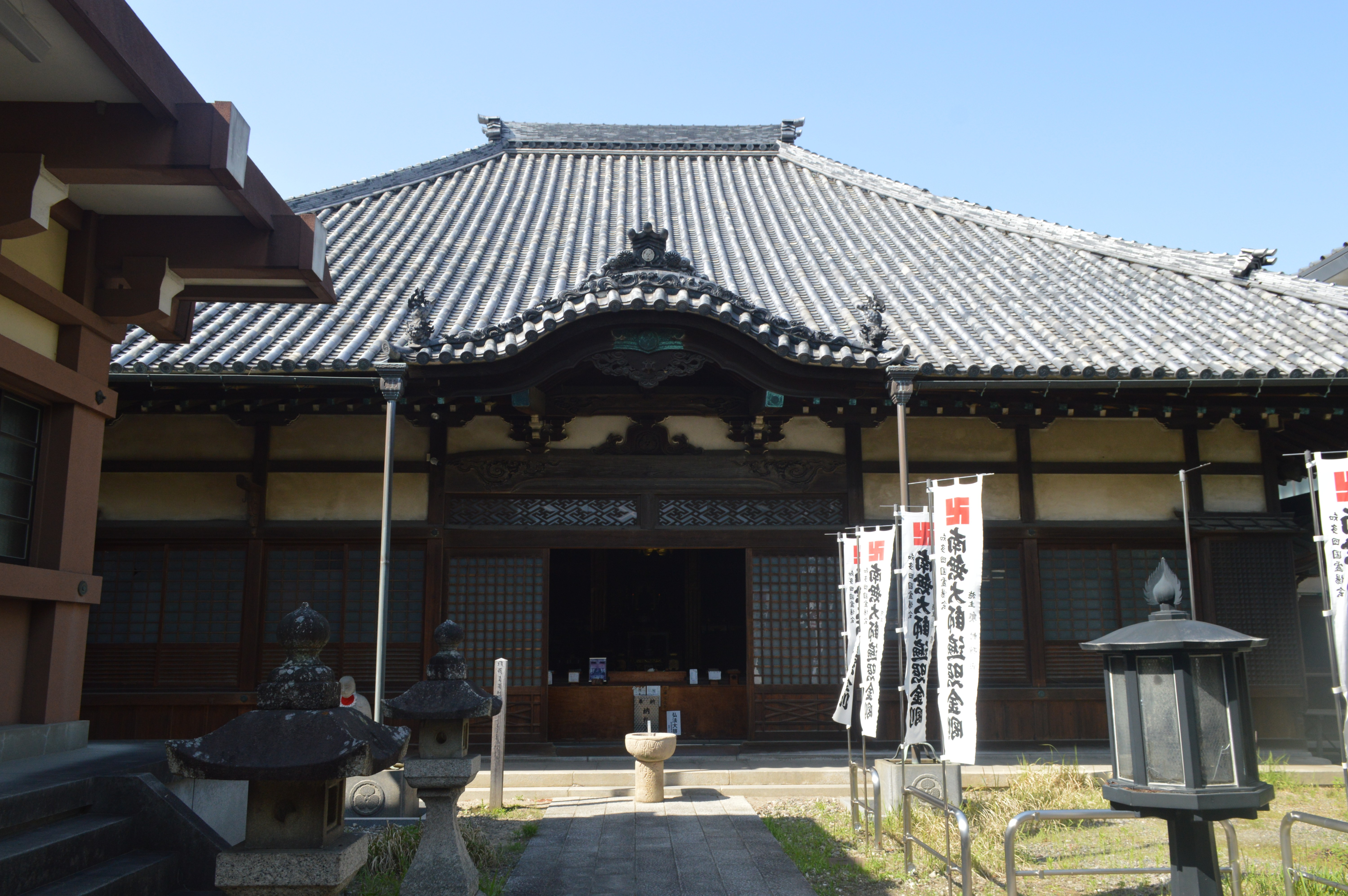
観音堂
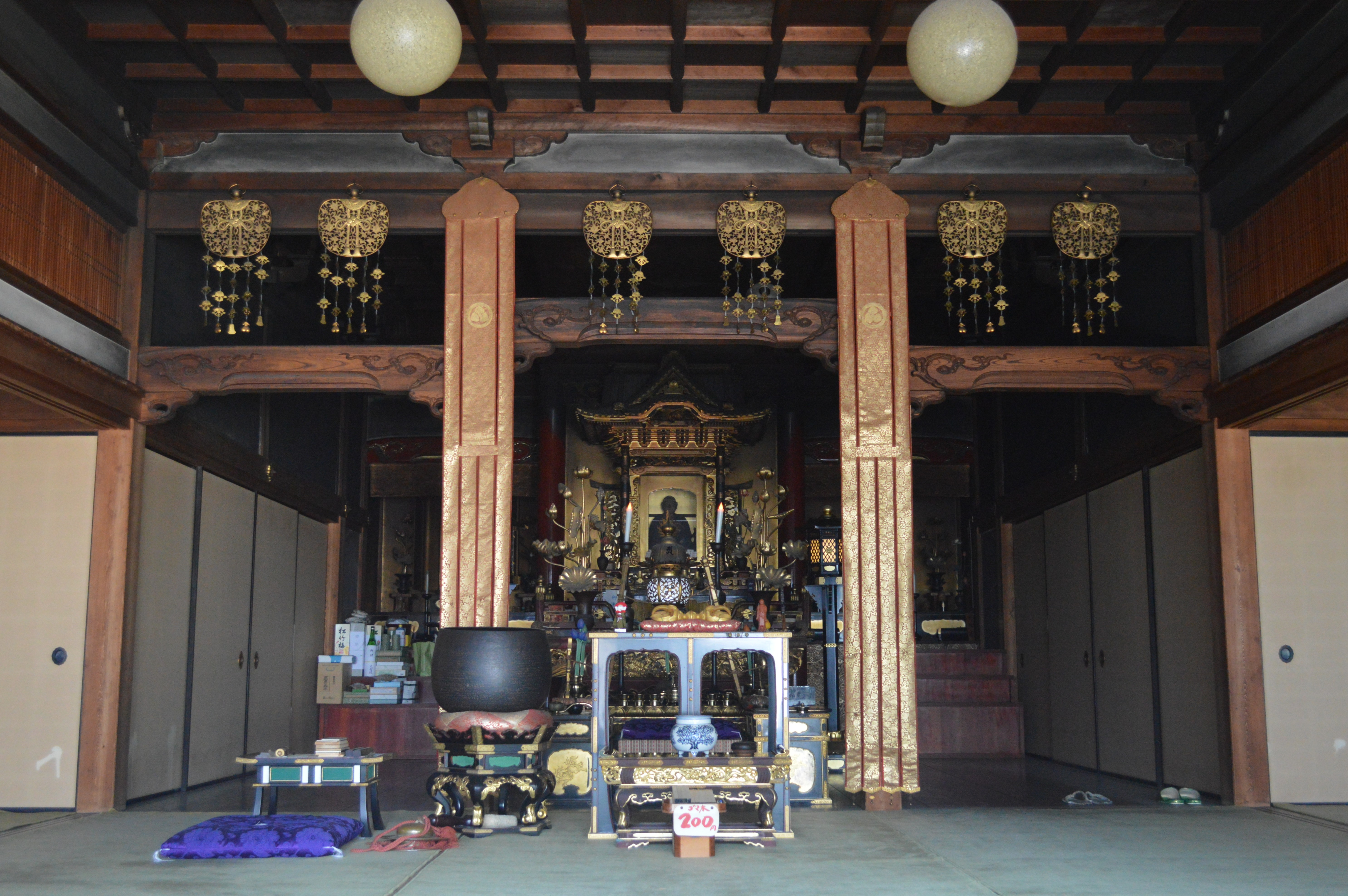
弘法堂
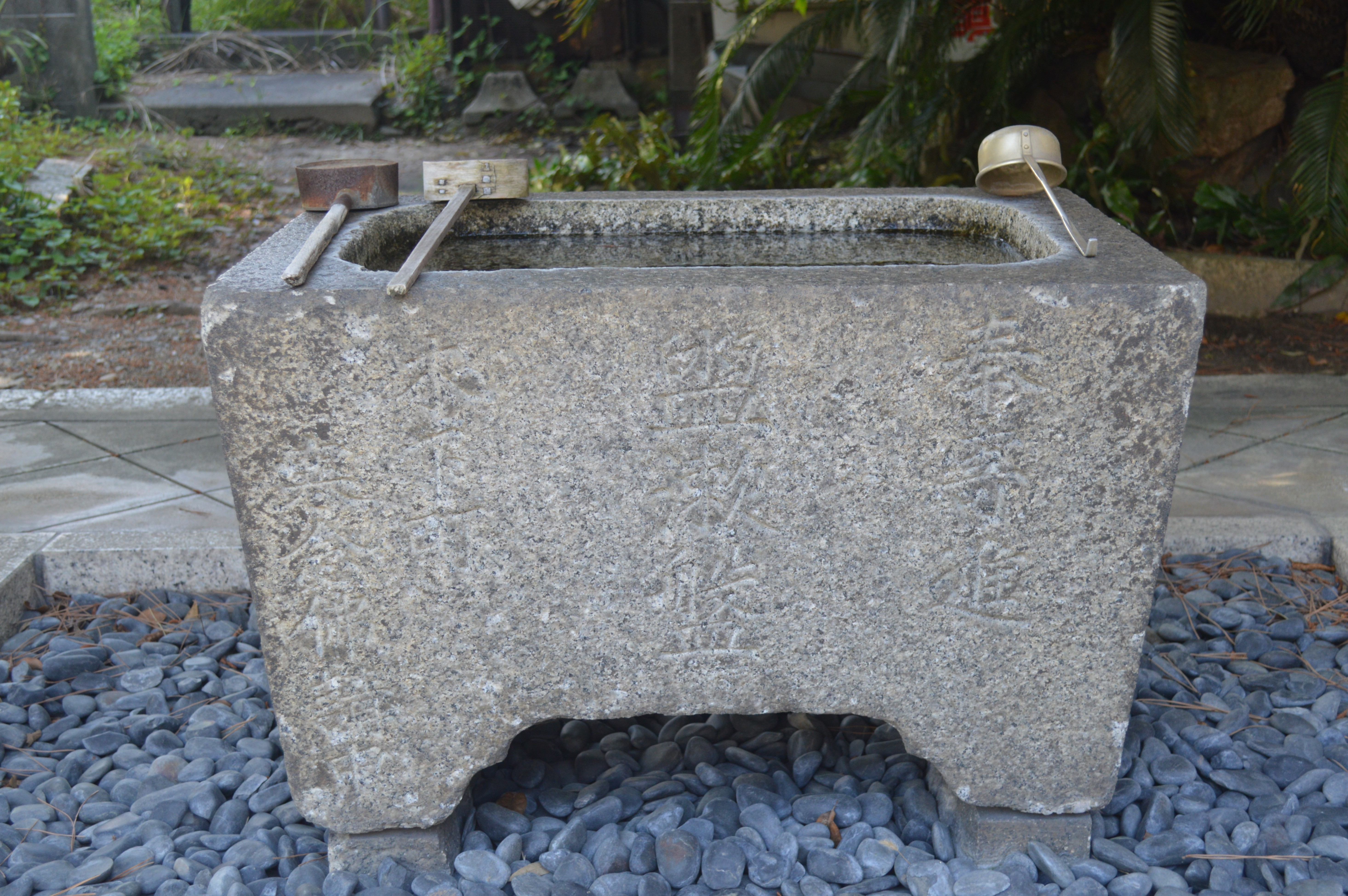
手水舎 - 手水鉢は延享2年（1745年）。
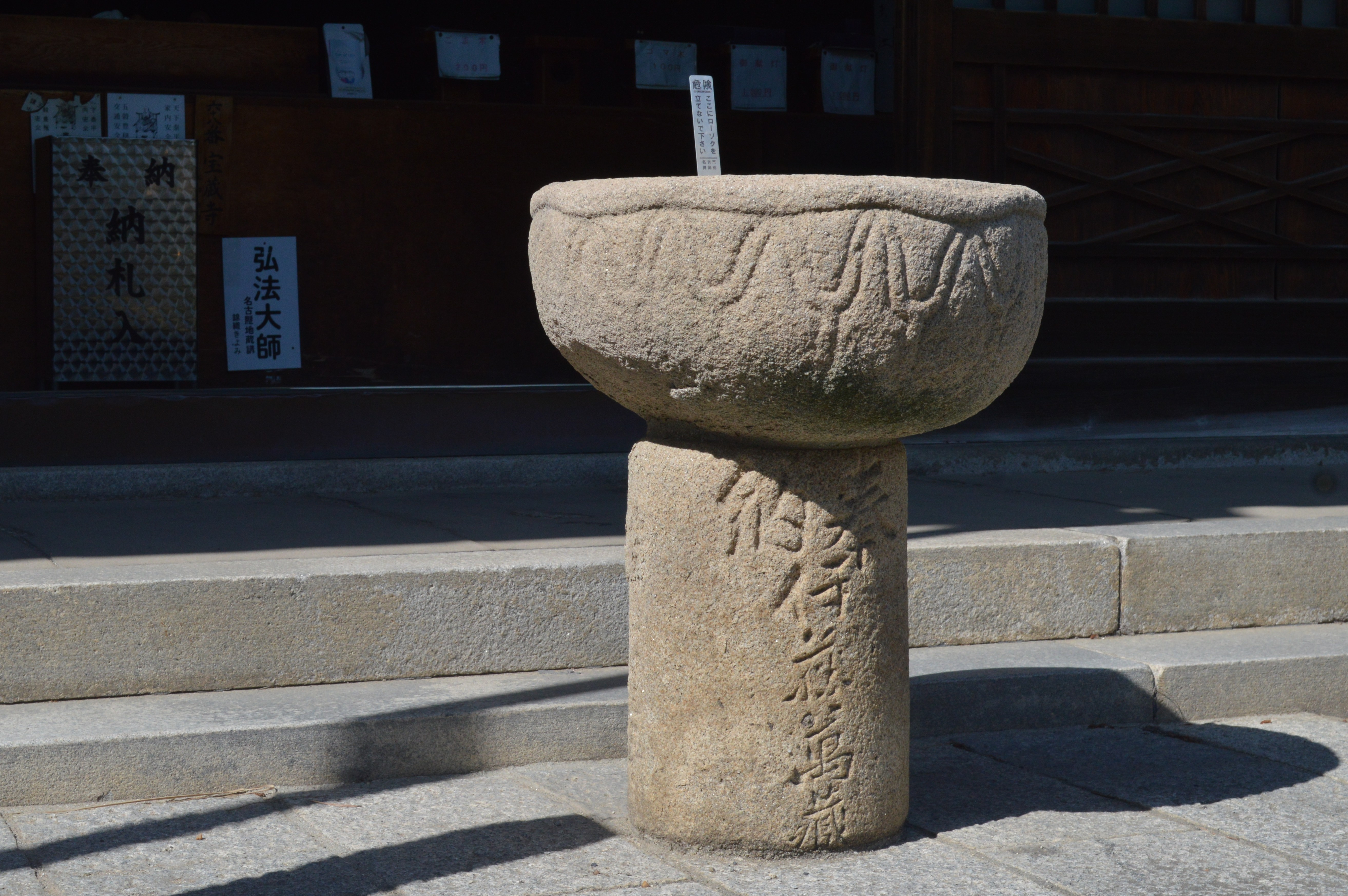
常香炉 - 伊藤萬蔵が寄進。

- 弘法堂
- 弘法堂の内陣
- 手水鉢
- 常香炉

## 現地情報
所在地
- 479-0866 愛知県常滑市大野町3丁目30

アクセス
- 名鉄常滑線大野町駅から徒歩。